# Ґранада (пісня)
Ґрана́да — пісня написана 1932 році мексиканським композитором Аґустіном Лара. Мелодія цієї пісні незабаром стала вважатись класичною. Пісня присвячена однойменному іспанському місту Ґранада, хоча сам автор пісні вперше побував у місті Ґранада лише через 32 роки після написання своєї пісні.
Аґустин Лара писав цю пісню для «тенора обох Америк» Педро Варґаса. Пісня відразу ж стала дуже популярною. Її записали як популярні співаки того часу, так і оперні співаки — серед них Маріо Ланца, Альфредо Краус, Хосе Каррерас, Пласідо Домінґо, Лучано Паваротті, Хуан Дієго Флорес. Є також версії пісні в таких стилях як джаз, поп, рок та ін. Є версії пісні англійською
та німецькою мовами, а також на івриті.

## Текст пісні
Granada, tierra soñada por mí 

mi cantar se vuelve gitano cuando es para ti 

mi cantar hecho de fantasía 

mi cantar flor de melancolía 

que yo te vengo a dar. 

Granada, 

tierra ensangrentada 

en tardes de toros. 

Mujer que conserva el embrujo 

de los ojos moros; 

te sueño rebelde y gitana 

cubierta de flores 

y beso tu boca de grana 

jugosa manzana 

que me habla de amores. 

Granada manola, 

cantada en coplas preciosas 

no tengo otra cosa que darte 

que un ramo de rosas, 

de rosas de suave fragancia 

que le dieran marco a la virgen morena. 

Granada,

tu tierra está llena 

de lindas mujeres 

de sangre y de sol. 